# Sphaeroseius
Sphaeroseius Berl., es un género mirmecófilo de ácaros perteneciente a la familia  Laelapidae.

## Descripción
El escudo está expandido en la parte posterolateral, presenta de 1 a 5 pares adicionales de setas (Jv1–3, Zv1–2), o más en casos de hipertriquia (comparte estas características con los generos Eulaelaps, Haemogamasus o Laelaps).

## Especies
- Sphaeroseius ecitonis (Wasmann, 1901)
- Sphaeroseius ecitophilus (Mello-Leitão, 1925)